# 魔鐘
『魔鐘』（ましょう）は、1986年12月15日にアイレム（現・アイレムソフトウェアエンジニアリング）より発売されたファミリーコンピュータ用ゲームソフトである。
北米では『Deadly Towers』（デッドリー・タワーズ）のタイトルでブローダーバンドより発売された。

## システム
主人公であるマイヤー王子を操り、敵を倒しながら塔を攻略していくアクションロールプレイングゲームで、ゲームの舞台はフィールドと7つの塔（ダンジョン）から構成される。主人公の攻撃手段は剣を投げつけるというもの（単発で連射はできない）。ライフ制（初期値100、最大299）が採用されており、敵の体当たりや弾を受けるとライフが減っていく。ライフが0になったり、崖（画面上では、床の境界線が直線ではなく不明瞭な表示になっている）から落ちるとゲームオーバーとなる。
塔の奥には、その塔を守るボスキャラが配置されており、ボスキャラを倒すと魔鐘を取ることができる。魔鐘は、フィールドにある聖なる炎で焼くことによって破壊できる。なお、魔鐘を焼いていくにしたがって、敵が強くなっていく。また、一度魔鐘を取ってしまうと、原則その塔にはもう入れなくなるため、隠し部屋のアイテムを後から取りに行く、ということはできなくなる。全ての魔鐘を破壊すると、最終ボスであるルーバスと戦えるようになる。
フィールドおよび各塔にはショップが設置してあり、敵を倒した際に落とすお金によってアイテムを買うことができる。また、塔には隠し部屋が設置されており、ショップでは買えない強力なアイテムを手に入れることができる。

## アイテム
ゲーム中に登場するアイテムは以下のとおり。

### 武器
ショートソード
初期装備。
ノーマルソード
店売りの剣。
ドラゴンスレイヤー
隠し部屋で手に入る剣。
このアイテムと、そこそこの防御装備が揃わない間はよく死ぬ。
しかも塔を攻略していかないと店売りのアイテムがグレードアップしない。故に、序盤は塔の中にある高級アイテムを取りに行きたくても、貧弱な装備で強敵と戦う羽目になる。
スプレンダー
ルーバスの部屋の前に落ちている最強の剣。

### 防具
鎧
レザーアーマー
店売りの皮の鎧。少しHPが減りにくくなる。
プレートアーマー
店売りの金属の鎧。レザーアーマーよりも性能が良い。
ハイパーアーマー
隠し部屋で手に入る鎧。プレートアーマーよりも性能が良い。

盾
シールド
店売りの青銅の盾。少しHPが減りにくくなる。
ライオンシールド
店売りの金属の盾。シールドよりも性能が良い。
シールド・オブ・キング
隠し部屋で手に入る盾。ライオンシールドよりも性能が良い。

兜
チェーンヘルメット
店売りの兜。少しHPが減りにくくなる。
アイアンヘルメット
店売りの兜。チェーンヘルメットよりも性能が良い。
ハイパーヘルメット
隠し部屋で手に入る兜。アイアンヘルメットよりも性能が良い。

籠手
レザーグローブ
店で買える。剣の速度が少し速くなる。
ノーマルグローブ
店で買える。レザーグローブよりも速い。
ガントレット
隠し部屋で手に入る籠手。剣の速度がさらに速くなる。

### その他のアイテム
ダブルショット
剣を2本まで、連射することができる。
パラレルショット
剣が2本、横に並んで飛んでゆく。単発。当たり判定は左右それぞれに存在する。接近戦だとこちらの方が強い。
クリスタル
色によって効果が異なる。
- レッド - 迷宮の出口へワープすることができる。
- オレンジ - 迷宮の出口付近の色を変えることができる。
- グリーン - 敵の動きを止めることができる。
- ブルー - 使うと敵のHPをいくらか削ることが出来る。

スクロール
色によって効果が異なる。
- ブルー - 迷宮内でランダムワープする。袋小路に嵌まることもあり、脱出できない時はリセットするしかない。
- グリーン - スタート地点にワープできる。
- オレンジ - 回廊（聖なる炎のある場所）にワープできる。
- レッド - 迷宮内で使うと敵を全滅できる。

ネックレス
一定時間、防御力を上げることができる。色によって効果が異なる。
- ブルー - 一定時間無敵になる。隠し部屋に落ちている。
- グリーン - 一定時間防御が上がる。
- オレンジ - 一定時間防御が少し上がる。
- レッド - 使うと即死してしまう。

ドリンク
ライフを回復することができる。レッドは50、オレンジは100、グリーンは200、ブルーは最大値まで回復する。
特殊アイテム
フィギュア
人型の敵のみを止めることが出来る。隠し部屋と店、どちらでも手に入る。
マジックメイス
一定時間剣が撃てなくなるが、赤い玉が主人公の周りを回転する。敵に当たればダメージ。隠し部屋に落ちている。マニュアルの挿絵はフレイルの形をしている。
イビルシールド
店売り。シールドと同じ形だが、灰色。使うと盾アイテムが消えてしまう。
カップ
青色のカップ。隠し部屋で手に入る。使うとラダー（＝この世界の通貨単位）が255までチャージされる。
イビルカップ
店売りの灰色のカップ。使うとラダーがゼロになる。
ハイパーブーツ
斜めに歩く時の移動速度が2倍になる。隠し部屋と店、どちらでも手に入る。
ファイアーマジック
迷宮で使うと、出口で交差するように縦横16の部屋に明りが灯る。マニュアルではたいまつの形をしている。
マジックキー
使うと門番の動きを止めることが出来る。わざと門番や他の敵に当たって、そのノックバックを利用して門をすり抜けることも可能だが、門番は当たるとダメージが大きい。

## その他
- 説明書等では7つと言われているが、魔鐘は8つ存在する（攻略本では、8つの魔鐘の焼き方を教えてくれる）。
- 攻撃手段である剣は、アイテムを取らない限り画面上に1発しか存在できない。そこで、敵に近づいて剣を投げれば、投げた剣がすぐ敵に当たって消えるため、すぐに次の剣を投げられ、連射できる。

## ストーリー
ウィルナー王国の王子マイヤーは、予言の声で魔王ルーバスが魔鐘の音で魔物を呼び集め、王国を滅ぼそうとしていることを知る。平和のために、彼は魔王ルーバスを退治するよう父王に命令され、魔鐘を壊し、魔王ルーバスを退治しようと旅立つ。

## 舞台

### スタートポイント
ゲーム開始時にマイヤー王子が出現する場所。左右二つの通路に通じている。

### 通路
スタートポイントから見て左側の通路は最初に攻略することになる通路で、地下迷宮やアンダーグラウンドへ通じている。
右側の通路は魔王ルーバスの間へ通じる通路であり、七つの魔鐘を焼かないと入口が開かない。

### 地下迷宮
- 呪いの迷宮
- 時の迷宮
- 炎の迷宮
- 勇者の迷宮
- 賢者の迷宮
- 死霊の迷宮
- 光の迷宮

### アンダーグラウンド
七つの魔宮に通じる中継点的な場所。魔鐘を焼くための聖なる炎もある。

### 魔宮
魔鐘が隠されている場所。「アウトサイド」「タワー」「モンスターズルーム」で構成される。
- グラットウィングの塔
- デスベアーの塔
- コールドキラーの塔
- グラットバーンの塔
- ビートプラントの塔
- ホイラーの塔
- センチピードの塔

## キャラクター

### プレイヤーキャラクター
マイヤー
主人公。

### ボスキャラクター
グラットウィング
塔のボスモンスター。黒いフクロウの魔物。自分の周囲にファイヤーを二つ旋回させながら不規則に飛び回り、弾を放ってくる。
デスベアー
塔のボスモンスター。頭に二本角を持つ、褐色の熊の魔物。ゆっくりと左右に動きながら弾を放ってくる。
コールドキラー
塔のボスモンスター。背に翼を持つ青いゴリラの魔物。自分の前方にバウンドを往復させながら不規則に飛び回り、弾を放ってくる。
グラットバーン
塔のボスモンスター。全身に赤い炎を纏ったコウモリの魔物。円を描くような動きで画面を左右に往復しながら弾を放ってくる。
ビートプラント
塔のボスモンスター。緑色の熊のような姿をした植物の魔物。画面を左右に飛び回りながら大量の弾を放ってくる。
ホイラー
塔のボスモンスター。頭に二本角を持つ、青いの悪魔のような姿の魔物。自分の周囲にバウンドを旋回させながら左右に飛び回り、弾を放ってくる。
センチピード
塔のボスモンスター。オレンジの体色を持つムカデの魔物。画面を蛇行しながら左右に往復し、弾を放ってくる。
ブルードラゴン
最終戦の一番手で登場するボスモンスター。蛇のような長い体を持ち、部屋の中を大きく周るように移動しながら炎の弾を吐いて攻撃してくる。
デーモンヘッド
最終戦の二番手で登場するボスモンスター。巨大な熊の頭のような姿で、二体おり画面内を一定のルートで飛び回って体当たりをしてくる。
魔王ルーバス
最終戦の三番手で登場する、最終ボス。ブルードラゴンの頭を周囲に旋回させながら移動し、自身も体当たりで攻撃してくる。黒いローブを着た魔法使いのような姿で、店の主と酷似した姿をしているが、関係性は不明。

## スタッフ
- メイン・プログラム：R.NAGASU
- ゲーム・デザイン：R.NAGASU、J.WINC（水足淳一）
- キャラクター・デザイン：J.WINC（水足淳一）
- アシスタント：ブレイブ・ブル
- 音楽：Y.E.K AND Y.E.K PRODUCTION（粕川由伸）
- 開発アシスタント：YOX EW
- 通訳：渡辺矩之、P.FULMER
- ディレクション：スコット津村、ロスふたみ、やまのじゅん、マハヴィシュヌ
- ハードウェア：ケリーかわもと
- タイトル・デザイン：AKAO.DESIGN
- マップ・チェック：AIDA

## 評価
ゲーム誌『ファミリーコンピュータMagazine』の読者投票による「ゲーム通信簿」での評価は以下の通り15.45点（満30点）となっている。また、同雑誌1991年5月10日号特別付録の「ファミコンロムカセット オールカタログ」では、「塔、回廊、ダンジョンなどがあり、どこも複雑に入り組んでいて凄く広い」、「8方向にコントロールするのが非常に難しいし、ダンジョンにある店で、買うことの出来るアイテムがあまり使えないのが残念」と紹介されている。
| 項目 | キャラクタ | 音楽 | 操作性 | 熱中度 | お買得度 | オリジナリティ | 総合  |
| 得点 | 2.82       | 2.64 | 2.39   | 2.59   | 2.37     | 2.64           | 15.45 |